# Tuğçe Albayrak

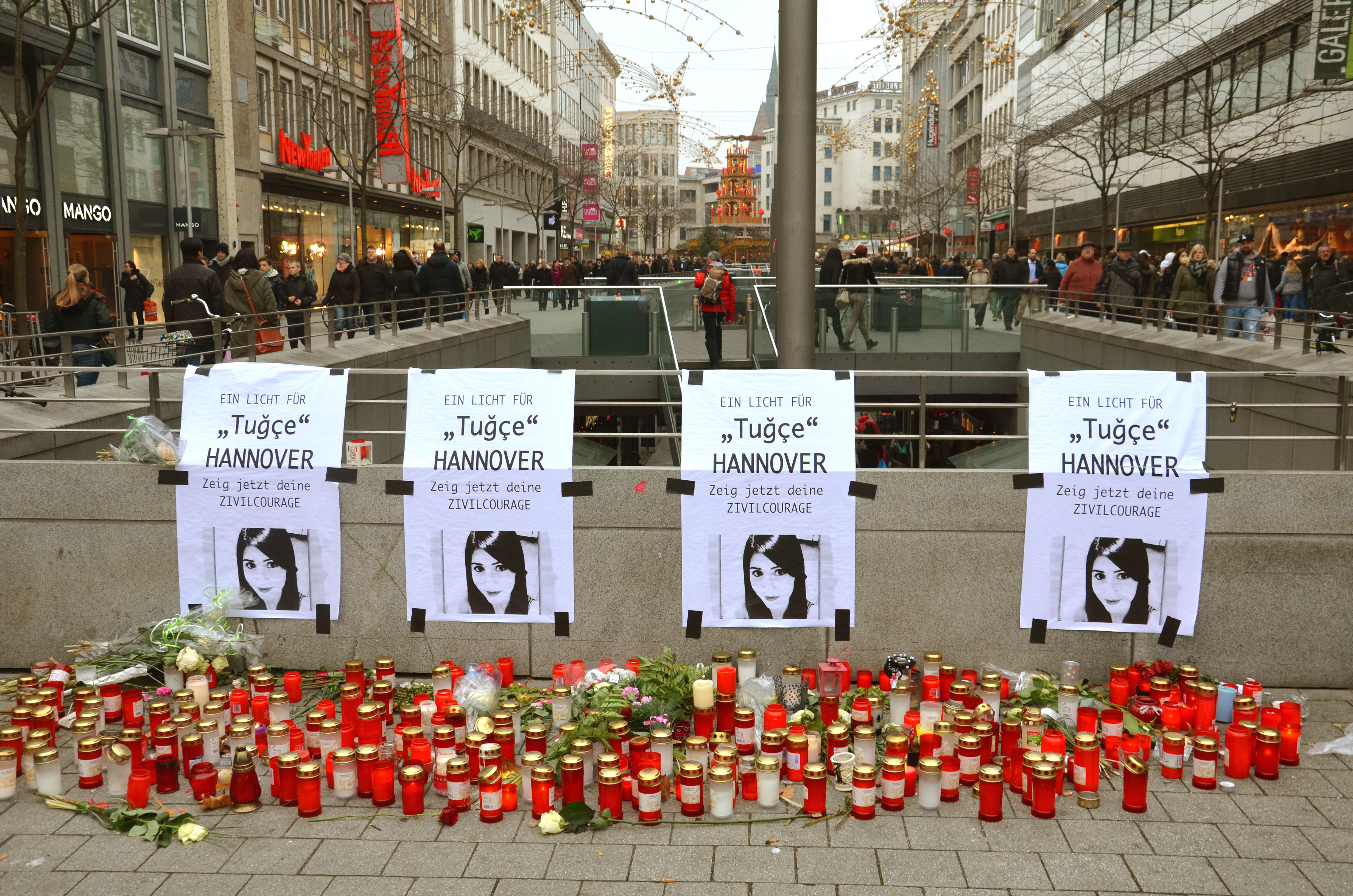
Plakate, Kerzen und Blumen zum Gedenken an Tuğçe Albayrak am 6. Dezember 2014, Bahnhofstraße, Hannover

Tuğçe Albayrak (* 28. November 1991 in Bad Soden-Salmünster; † 28. November 2014 in Offenbach am Main) war eine deutsche Lehramtsstudentin türkischer Abstammung. Sie wurde am 15. November 2014 auf dem Parkplatz eines McDonald’s-Restaurants in Offenbach am Main niedergeschlagen. Beim dadurch verursachten Sturz erlitt sie schwere Schädel- und Hirnverletzungen und fiel ins Koma. Nachdem am 26. November ihr Hirntod festgestellt worden war, wurden am 28. November, ihrem 23. Geburtstag, die intensivmedizinischen Maßnahmen eingestellt.
In- und ausländische Medien berichteten ausführlich über den Vorfall, der in Deutschland eine öffentliche Diskussion über Jugendkriminalität, aber auch über persönliches Engagement im Alltag auslöste; Albayrak wurde zu einer Symbolfigur für Zivilcourage.
Am 16. Juni 2015 wurde der Täter, der zum Tatzeitpunkt 18-jährige Serbe Sanel M., wegen Körperverletzung mit Todesfolge zu drei Jahren Jugendstrafe verurteilt. Nach der Verbüßung des Großteils seiner Strafe wurde er am 20. April 2017 nach Serbien abgeschoben.

## Leben
Tuğçe Albayrak war die Tochter türkischer Eltern. Sie lebte in Gelnhausen in Hessen und studierte an der Universität Gießen die Fächer Deutsch und Ethik für das Lehramt.

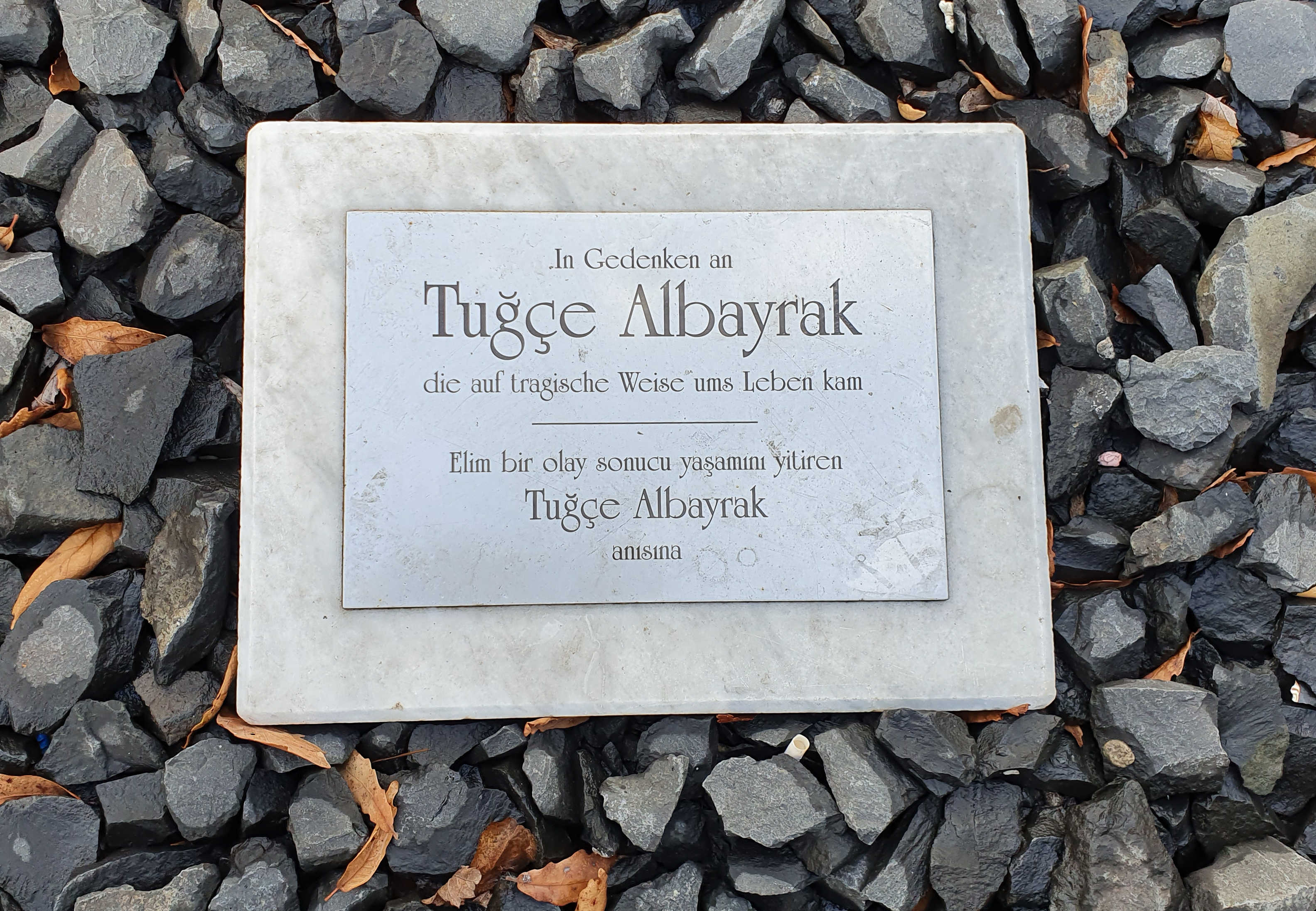
Gedenkstein für Tuğçe Albayrak in der Zufahrt zum McDrive in Offenbach-Kaiserlei

## Tod
Freundinnen von Albayrak gaben Medien zufolge an, am 15. November 2014 gegen 3 Uhr morgens eine McDonald’s-Filiale in Offenbach-Kaiserlei zusammen besucht zu haben. Dort seien ihren Aussagen zufolge zwei weibliche Jugendliche im Toilettenbereich des McDonald’s-Restaurants von männlichen Jugendlichen belästigt worden. Albayrak habe den beiden helfen wollen und habe sich in die Situation eingemischt, woraufhin ein Streit entstanden sei. Im Verlauf der Auseinandersetzung soll Albayrak den späteren Täter beleidigt haben. Nach Einschätzung der Staatsanwaltschaft hätten sich die Mädchen von den jungen Männern allerdings „nicht bedroht gefühlt und sollen sich zu jedem Zeitpunkt zugetraut (haben), allein aus der Situation herauszukommen“.
Der Streit sei dann auf dem Parkplatz fortgesetzt worden. Als Sanel M. auf dem Weg zu seinem Auto gewesen sei, habe ihm Albayrak nochmals eine Beleidigung zugerufen. Daraufhin soll es zu einem Gerangel gekommen sein, in dessen Verlauf er Albayrak zu Boden geschlagen habe. Die tödliche Verletzung wurde einem gerichtsmedizinischen Gutachten zufolge durch den ungebremsten Aufprall des Kopfes auf den Boden verursacht. Dabei muss Albayrak nach Darstellung von Professor Marcel Verhoff auf einen am Boden liegenden Gegenstand aufgeschlagen sein, bei dem es sich um ihren eigenen Ohrring gehandelt haben könnte. Albayrak fiel ins Koma, aus dem sie nicht mehr erwachte. Am 26. November 2014 wurde ihr Hirntod festgestellt, zwei Tage später – an ihrem 23. Geburtstag – wurden die lebenserhaltenden Maßnahmen auf Wunsch der Eltern eingestellt. Aufgrund ihrer Bereitschaft zur Organspende sei – so ließen die Angehörigen über soziale Medien wissen – bei zwei Patienten die Lebensqualität erheblich verbessert und drei weiteren in akuter Lebensgefahr geholfen worden.
Die Beisetzung von Tuğçe Albayrak am 3. Dezember 2014 auf dem Friedhof in Bad Soden-Salmünster, über die international berichtet wurde, fand auf Wunsch der Familie ohne Medienvertreter statt. Unter den Trauergästen befanden sich Vertreter der Politik wie der hessische Ministerpräsident Volker Bouffier, der Oberbürgermeister von Offenbach, Horst Schneider, und der Landrat des Main-Kinzig-Kreises, Erich Pipa.

## Ermittlungen und juristische Aufarbeitung
Der 18-jährige Sanel M. wurde in Untersuchungshaft genommen. Die Staatsanwaltschaft ermittelte gegen ihn wegen Körperverletzung mit Todesfolge. Medienangaben zufolge soll er auch an den vorangegangenen Belästigungen der Mädchen im Toilettenbereich des McDonald’s-Schnellrestaurants beteiligt gewesen sein. Mehreren Medienberichten zufolge wurde er im heutigen Serbien (damals Teil der Bundesrepublik Jugoslawien) geboren, laut einem Spiegel-Bericht dagegen in Offenbach. Die Offenbacher Polizei ging nicht davon aus, dass die Tat ethnische Hintergründe hatte. Bei Sanel M. wurde ein Blutalkoholwert von 1,4 Promille festgestellt, bei Albayrak von 0,8 Promille.
Für den Versuch einer Rekonstruktion der Geschehnisse stand der Polizei ein 60-minütiges Überwachungsvideo zur Verfügung. Am 1. Dezember veröffentlichte die Bild-Zeitung einen Zusammenschnitt des Videos. Ausschnitte davon wurden auch von den türkischen Zeitungen Hürriyet und Sabah, vom Telegraph und der Washington Post veröffentlicht. Unklar blieb, wie das Video, das von den Ermittlungsbehörden nicht freigegeben worden war, an die Öffentlichkeit gelangen konnte.
Staatsanwaltschaft und Polizei kritisierten die frühe öffentliche Positionierung und dass immer neue Gerüchte zum Tathergang kursierten. Besonders kritisch bewertete die Staatsanwaltschaft die Weitergabe des Videos über den Tathergang. Befürchtet wurde vor allem eine Minderung der Beweiskraft von Zeugenaussagen, da die Möglichkeit bestanden habe, dass potentielle Zeugen das Videomaterial vor ihrer Aussage vor Gericht hätten sehen und dadurch ihre eigene Erinnerung überlagert werden können.
Der Rechtswissenschaftler und Kriminologe Arthur Kreuzer warnte vor einer Vorverurteilung des Verdächtigen. Von einer Prüfung der Verleihung des Bundesverdienstkreuzes an Albayrak, die Bundespräsident Gauck bereits am Tag ihres Todes angekündigt hatte, riet Kreuzer vor dem polizeilichen und gerichtlichen Abschluss des Falles ab. Zu den ungeklärten Fragen gehöre sowohl das Geschehen am 15. November auf dem Parkplatz vor dem Offenbacher McDonald’s als auch die diesem vorangegangenen Ereignisse im Toilettenbereich. Angesichts der Vielzahl offener Fragen halte er es für verfrüht, Albayrak zu einer Heldin zu stilisieren. Er gehe davon aus, dass „die öffentliche Darstellung eher die Ermittlungen stören“ werde.
Am 24. April 2015 begann vor dem Landgericht Darmstadt der Prozess gegen M., für den etwa 60 Zeugen geladen waren. Die Staatsanwaltschaft forderte eine Jugendstrafe von drei Jahren und drei Monaten; sie beklagte die öffentliche Vorverurteilung des Angeklagten.
Am 16. Juni 2015 wurde M. zu drei Jahren Haft nach Jugendstrafrecht gemäß § 227 StGB, § 18 JGG verurteilt. Der Richter analysierte in seiner Urteilsbegründung die Rezeption des Falls. Darin sagte er unter anderem, der Täter sei „einer großen Zeitung“ ausgeliefert gewesen und als „Killer“ und „Komaschläger“ gebrandmarkt worden. Andere Zeitungen und auch Politiker seien „auf den Zug aufgesprungen“.
Die Verteidigung legte Revision gegen das Urteil ein. Der Antrag auf Revision wurde am 22. Januar 2016 vom Bundesgerichtshof abgelehnt, wodurch das Urteil vom 16. Juni 2015 rechtskräftig geworden ist.
Nach Verbüßung seiner Haft wurde Sanel M. ausgewiesen und sollte nach Serbien abgeschoben werden; die Dauer der Einreisesperre nach Deutschland wurde auf acht Jahre festgelegt. Gegen die Ausweisung stellte M. einen Antrag auf einstweiligen Rechtsschutz, der vom Verwaltungsgericht Wiesbaden am 10. Januar 2017 abgelehnt wurde. Die daraufhin eingelegte Beschwerde wies der Hessische Verwaltungsgerichtshof in Kassel am 14. März 2017 in letzter Instanz zurück. Der Verwaltungsgerichtshof argumentierte, dass es zweifelhaft sei, dass M. seine gescheiterte wirtschaftliche und soziale Integration in Deutschland nachholen werde. Am 20. April 2017 wurde er schließlich abgeschoben.

## Reaktionen und Wertungen

### Innerhalb Deutschlands
Bereits vor Albayraks Tod sorgte der Fall für großes Aufsehen. Bilder der jungen Frau wurden überall im Fernsehen, in den sozialen Medien und in Tageszeitungen verbreitet. TV-Sender entsandten Reporter nach Offenbach. Staatliche Auslandssender wie Deutsche Welle, öffentlich-rechtliche Sender wie ARD, ZDF und Privatsender wie ProSieben, Sat.1, RTL oder n-tv berichteten detailliert und mit Liveübertragungen vor dem Krankenhaus über die Entwicklungen.
Landesweit setzte der Vorfall eine Debatte über Zivilcourage im Alltag in Gang. In Fernsehen und Radio, insbesondere aber in den sozialen Medien wurde die Frage diskutiert, ob die Menschen in Deutschland das für notwendig erachtete Maß an Zivilcourage aufbieten würden. Es wurden Vergleiche mit dem Fall von Dominik Brunner gezogen, einem bayerischen Manager, dem fünf Jahre zuvor posthum das Bundesverdienstkreuz verliehen worden war. Noch vor Klärung der Geschehnisse, die dem Gewaltakt vorausgegangen waren, wurde Tuğçe Albayrak zu einem Symbol für Zivilcourage. In deutschen Medien erhielt sie den Status einer „modernen Märtyrerin“ oder „Ikone der Zivilcourage“.
Der Offenbacher Psychologe Werner Gross äußerte die Ansicht, dass das Schicksal der jungen Frau deshalb so starke Emotionen ausgelöst und so viel Aufmerksamkeit auf sich gezogen habe, weil sie sich in einer heiklen Lage so verhalten habe, wie viele es eben nicht getan hätten. Auch Zeit und Ort wären für ein derart couragiertes Handeln ungewöhnlich. Des Weiteren habe Albayrak bürgerliche Werte hochgehalten, obwohl sie dem Islam angehörte, der zu oft verdächtigt werde, westliche Werte geringzuschätzen. Zusätzlich habe sie über ihren Tod hinaus als Organspenderin Leben gerettet. Der Psychologe warf die Frage auf, ob die fast schon kultische Trauer und ihre Stilisierung zur Ikone auch dadurch zu erklären seien, dass Albayrak durch ihr vorbildliches Engagement bei vielen Menschen eine Entlastung in deren Konflikt zwischen dem eigenen ungenügenden Verhalten und einer erhofften besseren Welt herbeiführen könne. Sie eigne sich daher auch für Projektionen.
Gauck bekundete der Familie Albayrak nach Tuğçes Tod sein Beileid. In seinem Kondolenzschreiben erklärte er, er sei „wie ungezählte Bürgerinnen und Bürger entsetzt und erschüttert über diese schreckliche Tat“. Die junge Frau habe „unser aller Dankbarkeit und Respekt verdient“ und werde immer ein Vorbild bleiben. „Wo andere Menschen wegschauten, hat Tuğçe in beispielhafter Weise Mut und Zivilcourage bewiesen“.
Am 26. November rief ein Hannoveraner auf der Internetplattform Change.org eine Online-Petition ins Leben, worauf binnen drei Tagen mehr als 100.000 Unterschriften mit dem Ziel abgegeben wurden, Albayrak mit der Verleihung des Bundesverdienstkreuzes zu würdigen. Auch der hessische Ministerpräsident Volker Bouffier (CDU) regte an, ihr für ihren Einsatz posthum das Bundesverdienstkreuz zu verleihen. Bundespräsident Joachim Gauck teilte am 29. November mit, er werde diesen Wunsch prüfen. Die deutsche Bundesregierung begrüßte den Vorschlag, Regierung und Bundeskanzlerin Angela Merkel äußerten „große Sympathie“ für die Absicht. Nach der Prüfung des Vorschlags kam das Bundespräsidialamt 2015 zu dem Ergebnis, „dass die sehr engen Voraussetzungen für eine posthume Verleihung nicht im erforderlichen Maße erfüllt sind“. Damit wurde Tuğçe Albayrak kein Bundesverdienstkreuz verliehen.
Hunderte Menschen veranstalteten am 27. November Schweigemärsche vor dem Schnellrestaurant, wo der Vorfall stattgefunden hatte, um von Albayrak Abschied zu nehmen. Menschen in der Menge trugen T-Shirts mit ihrem Foto und der Überschrift Seni seviyoruz (türkisch für: „Wir lieben dich“) und hielten Schilder mit der Aufschrift „Danke Tuğçe“. Rund 1500 Menschen nahmen am 28. November an der Trauerfeier für Albayrak vor der Klinik teil. Bei der Mahnwache vor dem Krankenhaus wurde unter anderem eine Komposition des koreanischen Pianisten Yiruma gespielt, die zu den Lieblingsstücken Albayraks gehört haben soll.
16 Fußballspieler von Kickers Offenbach riefen anlässlich des Vorfalls in einem am 28. November auf YouTube veröffentlichten Video in verschiedenen Sprachen dazu auf, Zivilcourage zu zeigen. Der Schweizer Bundesligaspieler Haris Seferović von Eintracht Frankfurt widmete am 30. November 2014 sein Tor zum 2:0 gegen Borussia Dortmund der Verstorbenen, indem er sein Trikot hochzog und ein T-Shirt mit der Aufschrift „Tugce = #Zivilcourage #Engel #Mut #Respekt“ zeigte. Anders als bei vergleichbaren Fällen entschied das DFB-Sportgericht, Seferović für seine Aktion nicht zu bestrafen. DFB-Mediendirektor Ralf Köttker begrüßte die Entscheidung „ausdrücklich“, „weil sie einem besonderen Menschen Rechnung trägt, der Zivilcourage gezeigt und dafür sein Leben gelassen hat“.
Die Offenbacher CDU-Stadtverordnetenfraktion regte an, eine Brücke nach Albayrak zu benennen. Der CDU-Fraktionsvorsitzende sprach sich dafür aus, dass die Stadtverordneten ihr in einem interfraktionellen Antrag „ein öffentliches Dokument der Anerkennung zuteilwerden zu lassen, um ihren beispielgebenden Einsatz an Zivilcourage dauerhaft in Erinnerung zu halten“. Albayrak sei ein „leuchtendes Beispiel für Zivilcourage auch und gerade für junge Menschen“. Die Stadtverordnetenversammlung sprach sich im Dezember mehrheitlich dafür aus, Albayrak auf eine Vorschlagsliste zu setzen. Eine Entscheidung sollte nach Angaben der Stadtverwaltung jedoch nicht vor Abschluss der Ermittlungen in dem Fall getroffen werden.
Vonseiten der Ermittlungsbehörden wurde Medienangaben zufolge darauf hingewiesen, dass eine öffentliche politische Positionierung wie die Forderung der Offenbacher CDU, eine Brücke nach Tuğçe Albayrak zu benennen, zu einem derart frühen Zeitpunkt eines Verfahrens beispiellos sei. Üblicherweise würden die Ermittlungen abgewartet.
Obwohl die Offenbacher Polizei zunächst nicht von ethnischen Hintergründen der Tat ausging, kam es zu öffentlichen Versuchen, den Vorfall zu einem Kampf von Serben gegen türkische Muslime zu stilisieren. Medienangaben zufolge gaben Serben in sozialen Medien an, der Täter sei „in erster Linie ein muslimischer Mann mit kosovarischen oder bosnischen Wurzeln“. Sie fühlten sich durch die Medienberichterstattung als „ganze Volksgruppe in Misskredit gebracht“. Auf deutschen rechtspopulistischen Internetseiten, wo zunächst Albayraks Zivilcourage gewürdigt worden war, verlagerte sich die Aufmerksamkeit später auf die ethnische und religiöse Zugehörigkeit der an dem Vorfall beteiligten Personen.
Am 18. September 2015 wurde an der Justus-Liebig-Universität ein Gedenkstein aufgestellt.
Am 15. November 2015, ein Jahr nach der Gewalttat, fand am Fast-Food-Restaurant in Offenbach-Kaiserlei eine Mahnwache zur Erinnerung an Albayrak und gegen Gewalt statt, an der ca. 100 Menschen teilnahmen.

### Außerhalb Deutschlands
Auch außerhalb von Deutschland wurde über Albayrak berichtet. Die italienische Zeitung La Stampa nannte sie l’angelo del McDonald’s („Der Engel von McDonald’s“), die türkische Hürriyet Cesur Yürek (wörtlich: „Tapferes Herz“, etwa wie „Löwenherz“). Englischsprachige und türkische Fernsehsender berichteten von der Trauerfeier am 3. Dezember, an der auch der türkische Botschafter teilnahm.
In der Türkei wurde zudem die Trauer in Deutschland um die türkischstämmige Albayrak aufmerksam registriert. Die staatliche türkische Nachrichtenagentur Anadolu beschrieb die Reaktion in Deutschland mit den Worten: „Die deutsche Öffentlichkeit ist schockiert.“ Der stellvertretende türkische Ministerpräsident Bülent Arınç zollte Albayrak am 1. Dezember Anerkennung und sagte über sie: „Sie hat großes Heldentum bewiesen und sich einen Platz in den Herzen der deutschen Öffentlichkeit erworben.“
Englischsprachige Medien wie die BBC und Voice of America berichteten, Albayrak werde in Deutschland als „nationale Heldin“ gefeiert.
Die New York Times brachte den Vorfall mit der deutschen Migrationspolitik in Verbindung. Das Schicksal von Albayrak habe nicht nur aufgrund der hohen Aufmerksamkeit konventioneller und sozialer Medien diesen Nachhall gefunden, sondern auch aufgrund der in Deutschland intensiv geführten Diskussion über Integration von Menschen mit Migrationshintergrund. Der Umstand, dass eine wachsende Gruppe von Immigrantinnen, die häufig aus der Türkei stammten, in Deutschland gerade dabei war, ins Berufsleben einzutreten, oftmals als Lehrerinnen und Sozialpädagoginnen, aber auch als Journalistinnen und Politikerinnen, habe dem Tod von Albayrak über das Unglück einer barmherzigen Samariterin hinaus, die ihr Leben zum Schutz anderer „geopfert“ habe, Nachklang verliehen. Auch die Financial Times stellte einen Bezug zur deutschen Einwanderungspolitik her und titelte, der Tod Albayraks habe ein „Insichgehen“ über die Immigration in Deutschland ausgelöst und Deutsche in einer seltenen nationalen Welle der Trauer und der Achtung für Tuğçes Mut vereint. Viele Kommentatoren hätten deren türkische Herkunft unterstrichen, um in einer Zeit der zunehmenden öffentlichen Debatte in Europa über Kosten und Nutzen von Migration den positiven Beitrag der Immigranten und ihrer Kinder für Deutschland zu betonen.

### Kritik an Medien und Politik
Die Staatsanwaltschaft Darmstadt ermittelt seit Anfang Dezember 2014 wegen Veröffentlichung eines Überwachungsvideos durch die Bild-Zeitung gegen Unbekannt. Durch die Veröffentlichung des Überwachungsvideos bestehe die Gefahr, dass Zeugen in ihrer Aussage manipuliert werden könnten. Man müsse damit rechnen, dass sich Zeugen vor ihrer Vernehmung das Video anschauen und ihre Aussage dann damit abgleichen. Dadurch, sowie deren Interpretationen durch Medien, könnten unter anderem subjektive Erinnerungen an das Geschehen auf Augenzeugen eingefärbt werden.
Timo Frasch zitierte in der FAZ nach dem Urteil die Kritik des vorsitzenden Richters Aßling gegenüber Medien und Politik. Medien hätten die Wahrheitsfindung erheblich erschwert. Man müsse sich fragen, „warum gerade dieser Fall zu dem geworden ist, was er ist. […] Denn Fälle wie dieser sind so ungewöhnlich nicht.“ So hätte es anfangs seitens der Medien „eine Kampagne gegeben“ und der Täter, „der sich mit seinen Mitteln nicht dagegen wehren kann“, sei „einer großen Zeitung ausgeliefert“ gewesen. Aßlings Kritik richte sich jedoch auch an die Politik; so kritisierte Frasch: „Ohne dass Bundespräsident Joachim Gauck namentlich genannt wurde, durfte unter anderen er sich angesprochen fühlen.“ Nach dem Tod Albayraks hatte er in einem Brief an deren Eltern geschrieben, ihre Tochter sei zum „Opfer eines brutalen Verbrechens“ geworden. Für ein Gericht, welches ein staatliches Organ sei, wäre es „schwierig, wenn sich oberste Repräsentanten des Staates vorher äußern und Schuldzuweisungen verteilen“. Mit der staatlichen Neutralitätspflicht sei derlei nicht zu vereinbaren und widerspreche dem zentralen rechtsstaatlichen Grundsatz der Unschuldsvermutung.
Sarah Tacke schrieb in heute.de: „Die verstorbene Tugce wurde zur Symbolfigur für Zivilcourage – und Sanel M. als ‚Koma-Schläger‘ stigmatisiert. Medien spitzten den Tod Tugces auf die Frage gut gegen böse zu. Politiker forderten, Tugce das Bundesverdienstkreuz zu verleihen. Zeitungen zeigten Sanel M. unverpixelt auf ihren Titelseiten und machten ihn, so sein Verteidiger, zu ‚Freiwild‘. Diese Form der Vorverurteilung soll sich nach dem Wunsch der Staatsanwaltschaft strafmildernd auswirken.“ Ähnlich äußerte sich auch der medienkritische Bildblog, der resümierte: „Während der gesamten Ermittlungen hatte es immer wieder harsche Kritik an den Medien gegeben, sowohl von der Polizei als auch von der Staatsanwaltschaft, der Verteidigung und dem Richter. Vor allem die Berichterstattung der Bild-Zeitung wurde stark kritisiert: Sie habe ein falsches Bild von Täter und Opfer gezeichnet, Zeugen beeinflusst und die Ermittlungen damit massiv erschwert.“